# Crurotarsi
Crurotarsi ("křížené kotníky") jsou poměrně rozšířenou skupinou vývojově vyspělých plazů - archosaurů, dosud reprezentovanou dnes žijícími krokodýly, aligátory a gaviály. Někdy bývá tento taxon zaměňován s kladem Pseudosuchia.

## Evoluce
Většina vývojových skupin tohoto kladu však již dávno vyhynula. Jejich rozkvět nastal především v období druhohor (zejména trias), a to po boku ještě úspěšnějších dinosaurů. Na konci triasu, asi před 200 miliony let, většina velkých zástupců krurotarsanů vyhynula. Sesterskou skupinou krurotarsanů je klad Avemetatarsalia. Skupinu formálně stanovili a pojmenovali paleontologové Paul Sereno a A. B. Arcucci v roce 1990.